# احبوب (یمن)
 أَحبوب  دهستانی از توابع استان صَنعاء در کشور یمن و در شبه جزیره عربستان واقع می‌باشد. دهستان (احبوب) در سمت مغرب شهر صنعاء واقع می‌باشد.

## -روستاها
روستاهای توابع این دهستان به شرح زیر می‌باشد:
- روستای تحید
- روستای وَجدر
- روستای بیت بَریس
- روستای بیت الشقاقی
- روستای بیت سَلم

## جمعیت
دارای ۹۰۵ خانوار و ۹۵۶ نفر جمعیت می‌باشد. ساکنان این دهستان از پیروان مذهب مالکی و از پیروان امام مالک ابن انس می‌باشند.

## منبع
- المقحفی، ابراهیم، احمد ، (مُعجَم المُدُن وَالقَبائِل الیَمَنِیَة) ، منشورات دار الحکمة، صنعاء، چاپ پنجم، وانتشار سال ۱۹۸۵ میلادی به (عربی).